# غالينا بوردينا
غالينا بوردينا (بالإنجليزية: Galina Burdina)‏ وهي طيارة مقاتلة في القوات الجوية السوفيتية خلال الحرب العالمية الثانية.

## عملها
نشأت غالينا بوردينا في عائلة كبيرة. كان والدها قد توفي أثناء الحرب الأهلية الروسية. بدأت العمل كعاملة في سن الرابعة عشرة وكانت تواصل تعليمها ليلاً. عندما كانت تبلغ من العمر 17 عامًا، بدأت تتعلم كيفية الطيران على طائرة شراعية منزلقة، وذهبت للدراسة في المدرسة التجريبية للطيران المدني في أوليانوفسك. ثم بدأت العمل كمدربة في سفيردلوفسك. في سبتمبر 1941، تم تحويل مدرستها إلى مدرسة طيران عسكرية واستمرت بوردينا في تدريب الطيارين العسكريين.
تطوعت بوردينا للجيش. تم نقلها إلى موسكو إلى قاعدة في إينجيلز، ساراتوف أوبلاست. ولدى وصولها، أبلغتها مارينا راسكوفا أنها ستقوم ببعض التدريبات لتصبح طيارة مقاتلة. كان بوردينا جنبا إلى جنب مع تمارا وكانوا في سرب المقاتلة 586th لدعم المهاجمين. قامت بوردينا بقصف ومهاجمة العدو الروماني.
بسبب شعرها الأشقر المجعد، تم التعرف عليها فيما بعد من قبل طيار روماني بعد الاحتلال السوفيتي لرومانيا، حيث طارت بوردينا بالقرب من الأرض بحيث تم حفظ معالمها.
وصلت إلى رتبة ملازم أول أثناء وجودها في الخدمة السوفيتية، وبعد الحرب، سافرت إلى شركة إيروفلوت لمدة 15 عامًا قبل أن تعمل في وحدة تحكم الجو. بعد تفكك الاتحاد السوفيتي عاشت بوردينا في ريغا، لاتفيا.